# Ворца (комуна)
Ворца (рум. Vorța) — комуна у повіті Хунедоара в Румунії. До складу комуни входять такі села (дані про населення за 2002 рік):
- Валя-Поєній (211 осіб)
- Ворца (182 особи) — адміністративний центр комуни
- Віска (398 осіб)
- Думешть (13 осіб)
- Коажа (123 особи)
- Лункшоара (64 особи)
- Чертежу-де-Жос (91 особа)

Комуна розташована на відстані 319 км на північний захід від Бухареста, 23 км на північний захід від Деви, 109 км на південний захід від Клуж-Напоки, 116 км на схід від Тімішоари.

## Населення
За даними перепису населення 2002 року у комуні проживали 1082 особи.
Національний склад населення комуни:
| Національність | Кількість осіб | Відсоток |
| -------------- | -------------- | -------- |
| румуни         | 1081           | 99,9%    |
| угорці         | 1              | 0,1%     |

Рідною мовою назвали:
| Мова      | Кількість осіб | Відсоток |
| --------- | -------------- | -------- |
| румунська | 1081           | 99,9%    |
| угорська  | 1              | 0,1%     |

Склад населення комуни за віросповіданням:
| Релігія            | Кількість осіб | Відсоток |
| ------------------ | -------------- | -------- |
| православні        | 945            | 87,3%    |
| п'ятдесятники      | 123            | 11,4%    |
| римо-католики      | 1              | 0,1%     |
| греко-католики     | 1              | 0,1%     |
| не вказали релігію | 5              | 0,5%     |